# Cioclovina, Hunedoara
Cioclovina este un sat în comuna Boșorod din județul Hunedoara, Transilvania, România.

## Istorie
Vatra satului a fost populată în Epoca Fierului. La Cioclovina s-au descoperit câteva mii de mărgele de ambră care datează încă din perioada Hallstattului.

## Obiective turistice
- Parcul Natural Grădiștea Muncelului-Cioclovina este o arie protejată de interes național declarată astfel prin Legea 5/2000. Din anul 2007 este protejat ca propunere de sit pentru rețeaua ecologică europeană NATURA 2000, în vederea conservării habitatelor naturale și a speciilor de plante și animale sălbatice de interes comunitar. Cuprinde între limitele sale șase rezervații naturale:
  - Complexul carstic Ponorâci–Cioclovina (1,5 ha)
  - Peștera Tecuri
  - Peștera Șura Mare
  - Peștera Bolii
  - Cheile Crivadiei
  - Locul fosilifer Ohaba-Ponor

## Exploatarea îngrășămintelor agricole
Peștera Cioclovina are și o importanță economică, de aici extrăgându-se guanofosfatul cunoscut sub denumirea fosfat de Cioclovina.
Acesta este un îngrășământ agricol fosfatic care provine din excrementele și cadavrele unor animale mici (mai ales lilieci).
Conține 11,8-15% pentaoxid de fosfor (P2O5) și are culoarea cărămizie, datorită argilei conținute în resturile de oase și se folosește sub formă de pulbere sau granule.

## Imagini

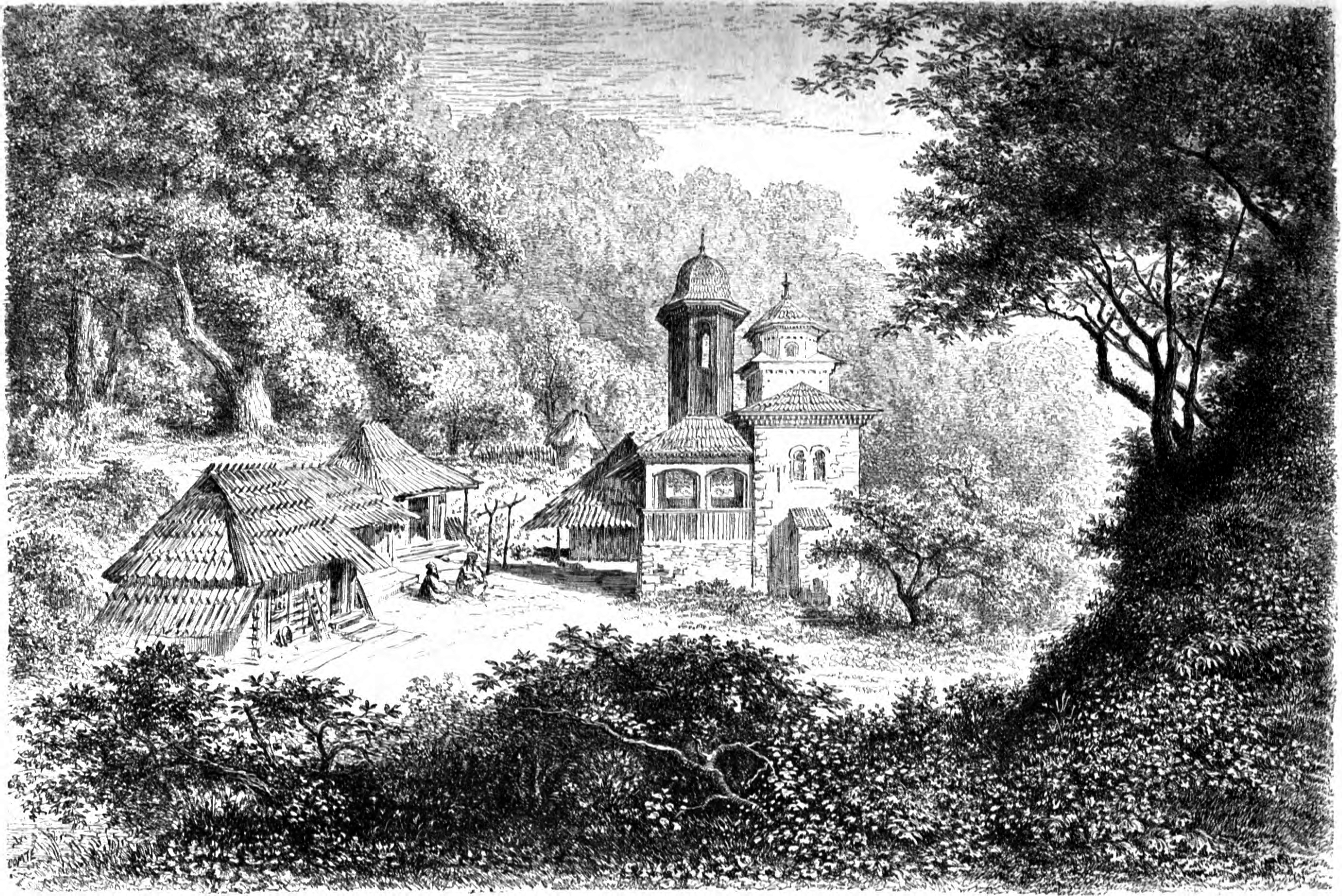
Biserica ortodoxă din Cioclovina, 1860
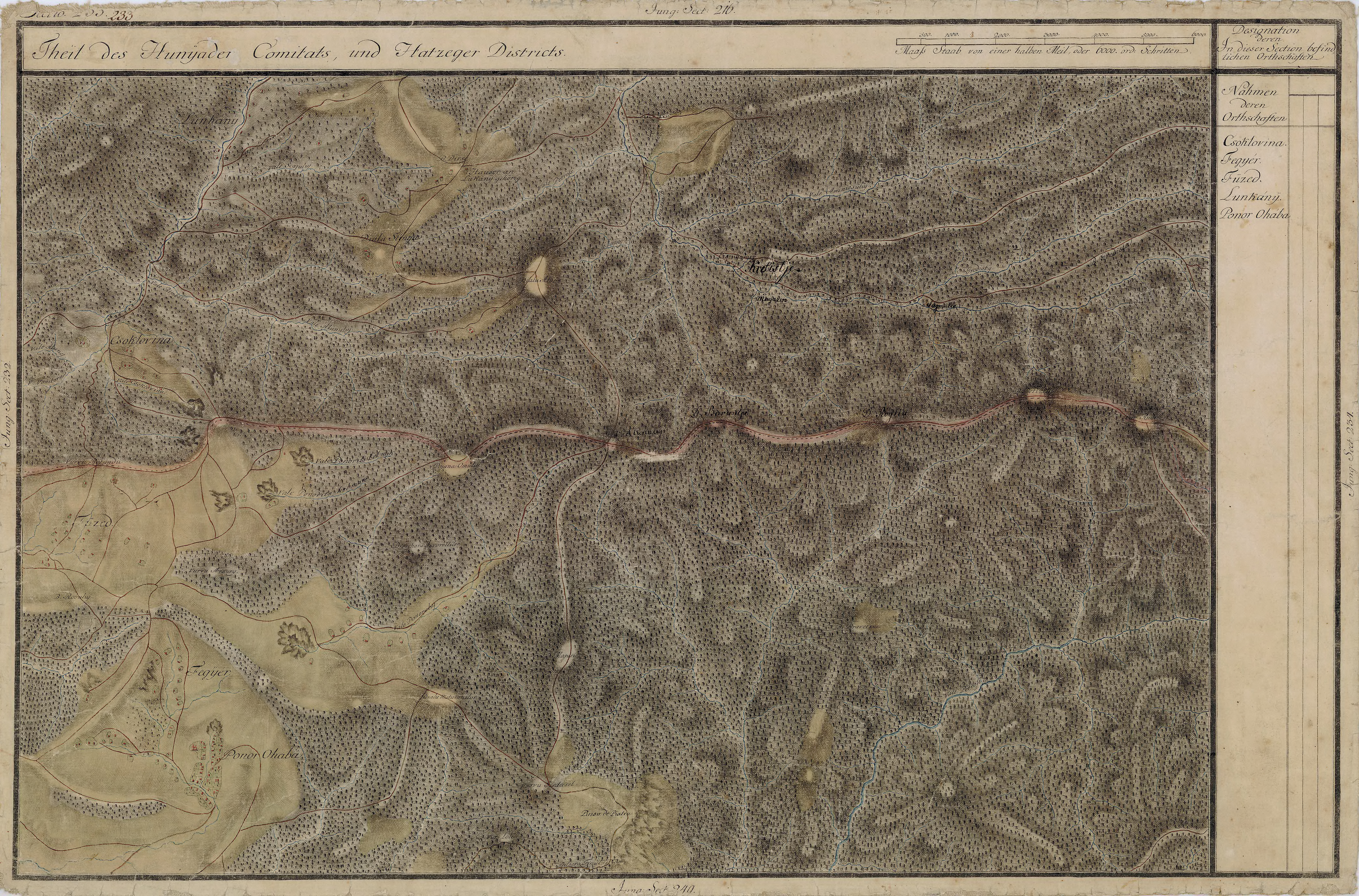
Cioclovina în Harta Iosefină a Transilvaniei, 1769-1773